# Maashorst
Maashorst ist eine Gemeinde in der niederländischen Provinz Noord-Brabant, die zum 1. Januar 2022 aus den Gemeinden Landerd und Uden hervorging.

## Geographie
Die Gemeinde Maashorst liegt im Osten der Provinz Noord-Brabant. Auf dem Gemeindegebiet erstreckt sich das Landschaftsgebiet Maashorst, das Namensgeber der Gemeinde ist. Dort verlief einst die Maas, die ihren heutigen, östlicheren Verlauf tektonischen Veränderungen verdankt. So kam es zur Erhöhung des Bodens im Bereich von Maashorst, wodurch ein Horst entstand.

### Orte
Die Gemeinde wird in folgende Ortsteile aufgeteilt:
| Ortsteil   | Einwohner (Stand: 1. Jan. 2024) |
| ---------- | ------------------------------- |
| Odiliapeel | 2.070                           |
| Reek       | 1.790                           |
| Schaijk    | 7.400                           |
| Uden       | 37.505                          |
| Volkel     | 3.585                           |
| Zeeland    | 6.870                           |
| Gemeinde   | 59.220                          |

### Nachbargemeinden
|             | Oss                                         |                |
| Bernheze    | Kompassrose, die auf Nachbargemeinden zeigt | Land van Cuijk |
| Meierijstad | Boekel                                      |                |

## Politik

### Gemeinderat
Die erste Kommunalwahl der Gemeindegeschichte fand am 24. November 2021 statt. Zur Wahl standen die nationalen Parteien CDA, FvD, GroenLinks, SP, VVD sowie die lokalen Wahllisten Gewoon Uden, Jong Maashorst, Maashorst Vooruit, PartijvdSport, PRO, UdenPlusLanderd, Voor de Dorpen und Vrouw Maashorst zur Wahl. Ab Gemeindegründung wird sich der Rat, der 31 Mitglieder zählen wird, wie folgt bilden:
| Partei            | Sitze a |
| Partei            | 2021    |
| ----------------- | ------- |
| Jong Maashorst    | 7       |
| CDA               | 5       |
| Voor de Dorpen    | 3       |
| Maashorst Vooruit | 3       |
| VVD               | 3       |
| SP                | 3       |
| Gewoon Uden       | 2       |
| UdenPlusLanderd   | 2       |
| PRO               | 1       |
| FvD               | 1       |
| GroenLinks        | 1       |
| Gesamt            | 31      |

Anmerkungen

### Bürgermeister
Bis zum 1. Januar 2022 blieben die Bürgermeister der beiden Gemeinden im Amt. Seither hatte Paul Rüpp (CDA) das Amt des Bürgermeisters der Gemeinde Maashorst zunächst kommissarisch, seit dem 27. September 2022 offiziell inne. Rüpp schied im Dezember selben Jahres wegen einer Blasenkrebserkrankung aus und wurde fortan von Rianne Donders-de Leest (CDA) kommissarisch vertreten. Rüpp verstarb am 26. März 2023 infolge seiner Krankheit. Zum 12. März 2024 übernahm Hans van der Pas (PvdA) das Amt des Bürgermeisters.